# 亚历山德里娜号护卫舰
亚历山德里娜号是德意志帝国海军于19世纪80年代建造的卡罗拉级护卫舰的五号舰，得名于普鲁士的亚历山德里娜——她是1837年至1842年在位的梅克伦堡-什未林大公夫人。为了在德国殖民帝国服役，该舰的设计结合了蒸汽和风帆动力以扩大航程，并装备有十门150毫米口径炮。亚历山德里娜号于1882年在基尔的帝国船厂开始铺设龙骨，1885年2月下水，至1886年10月竣工，并在完成海试后被搁置。
亚历山德里娜号于1889年首次投入运用，被派往太平洋中部，因萨摩亚群岛的主权争夺在几个殖民大国之间造成了紧张关系。该舰随后一直在德属南海保护国新几内亚巡逻，直到1891年，它再加入德国的常备巡洋分舰队，于1891年智利内战期间被派往当地保护德国公民。此后，该分舰队于1892年在东亚周边海域巡航，并于当年年底前往德属东非。1893年，亚历山德里娜号被派往巴西，那里爆发的舰队起义威胁到了德国的利益。这些舰只随后被发回东亚，以监视1894年至1895年的中日甲午战争。1895年3月，亚历山德里娜号被召回德国；途中它曾在摩洛哥停留向地方当局施压，要求对方为两名德国公民遇害支付赔偿。抵达德国后，该舰经检查发现舰体状况在海外数年的漂泊后已严重恶化，只得于1895年6月退役。从1904年到1907年，它曾在但泽充当浮动炮台，然后正式从海军名录中除籍，被出售并临时用作浮动工场，继而于1907年底拆解。

## 设计
为了扩充当时已严重老化的德国海外巡洋舰队，德意志帝国海军于1870年代末订购了六艘卡罗拉级护卫舰。它们的主要任务是驻地执勤，以维护德国在未设基地的外国水域以及德国殖民帝国的利益。因此，这些舰只将作为舰队侦察兵，并在德国感兴趣的海外地区执行长期巡逻任务。其中最后建造的两艘舰，亚历山德里娜号和阿科纳号在设计上进行了修改，较它们的其它姊妹舰更大，也更重。
亚历山德里娜号的水线长和全长分别为71.3米和81.2米，有12.6米的舷宽以及5米深的前吃水。其标准排水量为2,361吨，满载时则可达2,662吨。标准船员编制为25名军官及257名水兵。该舰由两台卧式两缸双胀蒸汽机提供动力，用以驱动一副直径为5.02米的双叶螺旋桨；蒸汽则由八台燃煤火管锅炉供应，这使得它在2,289匹公制馬力（1,684千瓦特）额定功率下的最高航速可达14節（26每小時），并且能够以8.5節（15.7每小時）的速度连续航行4,180海里（7,740）。在竣工时，亚历山德里娜号曾配备有完整的三桅帆索具，以便在煤炭可能稀缺的海外长期部署时作为蒸汽机的辅助动力。
亚历山德里娜号装备有十门150毫米22倍径后装式箍炮作为主舰炮，并搭载了两门87毫米24倍径箍炮和六门37毫米哈乞开斯转膛炮作为辅助。在服役生涯后期，其150毫米炮被替换为更先进的30倍径版本，87毫米炮则被四门105毫米35倍径速射炮所取代。

## 服役历史
亚历山德里娜号是作为新增编入舰队的平甲板护卫舰而以合同代号“G”进行订购。其龙骨自1882年2月开始在基尔的帝国船厂铺设，至1885年2月7日下水。在下水仪式上，由德皇威廉一世的长孙、即当时的储君威廉王子发表演说，并主持将舰只冠以前梅克伦堡-什未林大公夫人——来自普鲁士的亚历山德里娜之名。舾装工作完成后，亚历山德里娜号于1886年10月展开海试，并一直持续至1887年1月，继而在威廉港退役。根据时任帝国海军部长列奥·冯·卡普里维将军的构想，德国殖民地将由炮舰实施保护，而较大的军舰通常将作为预备役，并编入一支机动分舰队，以便快速应对危机。由于亚历山德里娜号是根据1875年的计划建造的，到下水时已有新式的轻型防护巡洋舰开建，因此军方对其已不再感兴趣。

### 海外部署

#### 1889－1891年
亚历山德里娜号被一直闲置到1889年。然而，当同年3月16日一场强烈气旋袭击萨摩亚并摧毁了驻扎在当地的两艘德国炮舰——雕号和野猪号时，亚历山德里娜号被立即派往萨摩亚群岛，以保护德国在区域内的利益，并应对来自美国和英国的竞争性主权申索。与它共同执行任务的还有其姊妹舰索菲号和炮舰狼号，这两艘舰分别从东非和东亚水域出发。亚历山德里娜号于4月15日离开威廉港，同行的还有此时的德皇威廉二世，他跟舰直至旺格岛才离开。该舰交替使用蒸汽与风帆动力，继续穿越大西洋和地中海，在直布罗陀经停，然后在塞得港进入苏伊士运河。之后，它进一步穿越红海，在亚丁停留，然后横渡印度洋到达澳大利亚的奥尔巴尼，并从那里去往悉尼，于7月6日抵达。

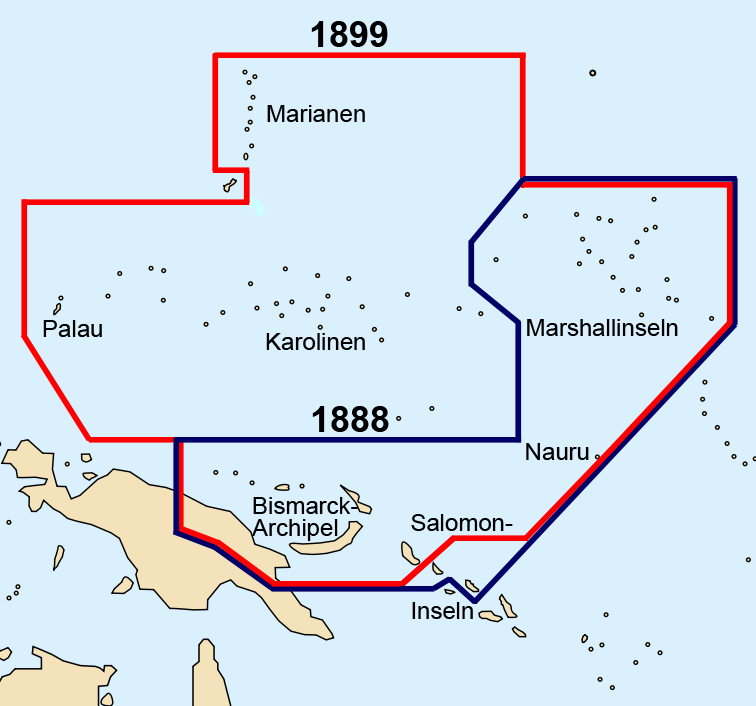
德属新几内亚地图

与此同时，萨摩亚的局势已经平静下来，因此亚历山德里娜号奉命从1889年7月24日起巡视德国在太平洋中部的属地和感兴趣地区。停留地点包括北所罗门群岛、新波美拉尼亚的马图皮湾、德属新几内亚的的芬什港以及隐士群岛。这次行程的重点是新梅克伦堡附近的卡普苏岛，亚历山德里娜号派遣一支登陆队上岸，惩罚杀害了两位德国公民的当地居民。11月1日，该舰返回悉尼，在那里停留了一个月以进行保养并让船员休息。1890年3月，亚历山德里娜号在新西兰的奥克兰与一艘搭载着其轮替船员的轮船会合。船员换班后，该舰随即驶往阿皮亚，在那里一直待到5月初，然后奉命与当地的帝国专员一同前往马绍尔群岛进行视察。途中，它曾在吉尔伯特群岛停留，以解决德国人与当地人之间的争端。6月回到阿皮亚后，船员参加了马利托阿·劳佩帕登基为萨摩亚国王的典礼。
亚历山德里娜号随后再次驶往悉尼接受保养，并于1890年7月被编入海军少将维克托·瓦卢瓦斯麾下的常备巡洋分舰队。在访问了墨尔本和阿德莱德后，亚历山德里娜号于9月16日在阿皮亚与分舰队的另外两艘护卫舰——旗舰莱比锡号和索菲号会合。1891年1月6日，亚历山德里娜号又访问了萨摩亚群岛的几座岛屿，然后与分舰队余部一同继续在东亚水域巡航。4月在中国的上海驻留期间，该舰再一次轮换了船员。与此同时，1891年智利内战爆发，促使德国海军部派遣瓦卢瓦斯的部队前往智利保护在该国的德国公民。然而，当横渡太平洋期间，莱比锡号的燃煤耗尽，不得不在部分旅程中被亚历山德里娜号拖曳行进。这些舰只直到7月9日才抵达智利海岸，瓦卢瓦斯与瓦尔帕莱索当局达成协议，从舰上派遣登陆队上岸，以保卫城市中的欧洲人社区。

#### 1891－1895年
随着战争结束，分舰队于1891年12月离开智利，经由麦哲伦海峡驶入南大西洋。他们在开普敦停留，期间海军少将弗里德里希·冯·帕维尔兹于1892年2月23日在当地接任分舰队司令。三艘护卫舰驶至德属东非，索菲在那里脱离编队；亚历山德里娜号和莱比锡号则继续前往东亚。在科伦坡经停期间，亚历山德里娜号再次轮替船员，并接收了东亚驻地舰鸡貂号和狼号的船员。该舰随后回到中国水域并在济物浦驻泊，舰长在那里接见了朝鲜高宗。在渤海巡航期间，舰上的几名水兵身患重疾，迫使亚历山德里娜号将他们送往横滨的德国海军医院。该舰一直在横滨停留至10月23日才离开，至11月4日抵达香港与旗舰莱比锡号会合。

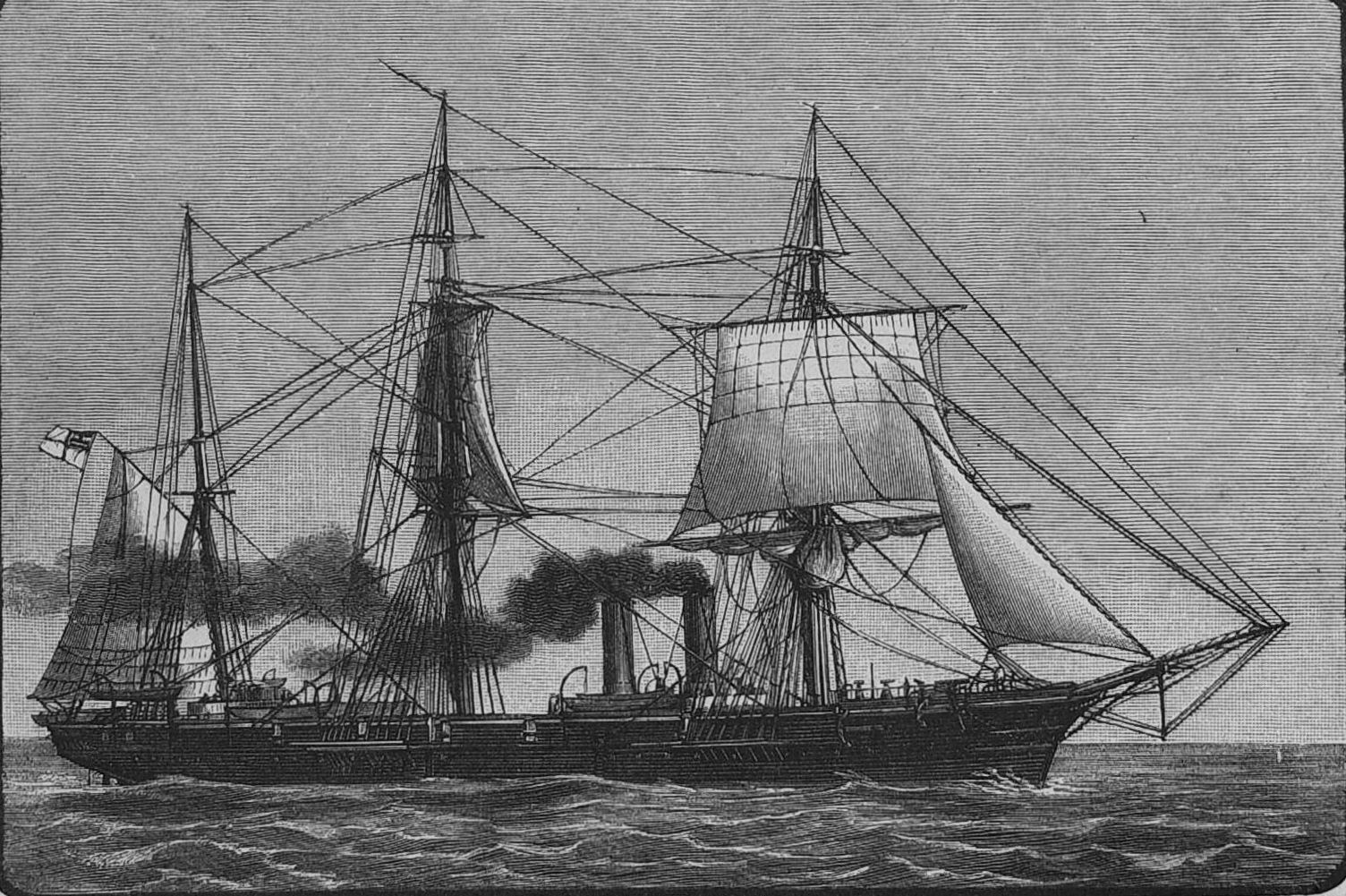
亚历山德里娜号的石版画

1893年3月，当桑给巴尔苏丹阿里·本·赛义德驾崩后，德国人担心岛上可能会出现动荡，亚历山德里娜号与莱比锡号遂继续航行前往东非。然而，随着继承权和平地传给了赛义德的侄子哈马德·本·图瓦尼，危机得以避免。结果，两舰改道开普敦，巡洋分舰队于4月6日在当地解散。亚历山德里娜号进入开普敦的旱坞进行大修，之后于5月20日被发往南美洲。它于6月中旬抵达巴西，继而访问了阿根廷的布宜诺斯艾利斯和乌拉圭的蒙得维的亚，姊妹舰阿科纳号则于7月27日在南圣弗朗西斯科与其会合。9月18日，由于巴西叛变的海军将士通过舰队起义发动政变，企图推翻巴西总统弗洛里亚诺·佩绍托，迫使两艘德舰返回该国。这些舰只一直留在里约热内卢至1894年1月，以保护德国公民和财产免受叛乱分子的侵害，并提供人道主义援助。在此期间，两舰解救了11月3日被叛军扣押的汉堡南美轮船桑托斯号（SS Santos），12月9日又从阿根廷轮船巴拉纳瓦伊号（Paranahiva）撤离德国乘客——该轮船在启航时遭叛军开火并俘虏。
在巴西执行任务期间，亚历山德里娜号舰上爆发了黄热病，迫使它在蒙得维的亚的锚区进行隔离。随着巴西政府于1894年初镇压了革命，亚历山德里娜号和阿科纳号遂于1月31日返回布宜诺斯艾利斯，与姊妹舰玛丽号会合。三艘舰于2月22日驶回里约热内卢，然后前往卡波弗里奧。与此同时，由于中日之间在朝鲜问题上的紧张局势加剧，德国海军部便将这些舰只以“东亚巡洋支舰队”的名义，作为常备巡洋分舰队的继承部队重新部署至东亚。3月7日，它们绕过合恩角进入太平洋，之后在因风暴损坏而进行维修后，三艘护卫舰直到7月13日在秘鲁的卡亚俄附近才再次集结。它们在那里一直停留至8月15日，于安德烈斯·阿韦利诺·卡塞雷斯担任秘鲁总统而持续发生动乱期间保护德国的利益，此时中日甲午战争已经爆发。东亚支舰队在秘鲁局势稳定后才横渡太平洋，直到9月26日才抵达横滨，亚历山德里娜号则继续前往长崎接受维修。完成维修后，该舰来到中国北部海岸，以保护德国在该地区的利益。

### 结局
整体而言，亚历山德里娜号在东亚的部署并没有持续多久；早在1895年3月2日，该舰便接到了返回德国的命令，并于3月22日随东亚支队从新加坡启程。在塞得港经停期间，它又奉命转往摩洛哥，以协助执行与地方当局就两名德国商人被谋杀一事达成的和解方案。完成任务后，亚历山德里娜号继续前往威廉港，至5月25日抵达。它在一周后的6月1日停用；经过检查，发现其舰体状况已严重恶化，不适合在海外进一步运用。该舰遂被拖到但泽，在那里退役。从1904年5月3日起，亚历山德里娜号被用作浮动炮台，继而于1907年5月27日正式从海军名录中除籍，并以148,000马克的价格售出。买家曾临时用该舰充当浮动工场，直至同年年底拆解报废。